# Pyrodes nitidus
Pyrodes nitidus är en skalbaggsart som först beskrevs av Fabricius 1787.  Pyrodes nitidus ingår i släktet Pyrodes och familjen långhorningar.
Artens utbredningsområde är Paraguay. Inga underarter finns listade i Catalogue of Life.